# سيات 133
سيات 133 (بالإنجليزية: SEAT 133) هي سيارة من تصنيع شركة سيات.
لسيات 133 هي سيارة صغيرة ذات محرك خلفي تم تصميمها وتصنيعها من قبل شركة سيات الاسبانية بين اعوام 1974 وحتي عام 1979. تم استخدام الشاسية والمحرك للسيارة فيات 850 ولكن بتصميم وشكل أكثر عصرية مقتبس من تصميم السيارة الاصغر فيات 126. تم عرض السيارة لأول مرة في معرض برشلونة للسيارات في مايو 1974. الجدير بالذكر في ذلك الوقت كانت نسبة الضغط 8: 1 فقط، مما سمح للسيارة بالعمل على 85 بنزين. كان هذا لا يزال مناسبًا في إسبانيا، ولكن في أماكن أخرى في أوروبا الغربية، حتى درجات الوقود «العادية» أصبحت الآن مضمونة بشكل عام الحد الأدنى الأعلى من تصنيف الأوكتان.
كانت الفرضية التصميمية لـ 133 هي أنه يجب أن تكون سيارة رخيصة للتطوير والتصنيع. وهكذا، ورث المنتج النهائي معظم مكوناته من SEAT 850 (أو فيات 850 ذات الشبه الكبير جدًا). كما هو الحال مع 850، كان محرك خلفي، ذا دفع خلفي - هذا التصميم تم تطويره فيما بعد ليكون بمحركات أمامية ذات دفع امامي مثل رينو 5 وفيات 127 في ذلك الوقت.
استبدل الطراز 133 بفاعلية الطرازات القديمة سيات 850 وسيات 600 واللذان تم انتاجهما بأعداد كبيرة بلغت 800,000 سيارة من سيات 600 حصرياً تقريبا للسوق المحلي بحلول عام 1974. تم تطويرها في إسبانيا بواسطة سيات، حيث وقعت شركة فيات الإيطالية اتفاقية تعاون في الخمسينات. في البداية تم بيع 133 فقط في إسبانيا ولم تحقق نجاحًا كبيرًا، حيث عانت السيارة من مشاكل ارتفاع درجة الحرارة المتكررة. كان المقصود من إنتاج 133 هو استبدال الطرازين القديمين 600 و 850، وكان الغرض منها أيضًا توفير وسيلة لـسيات لفتح أسواق جديدة وتعويض خسارة المبيعات في إسبانيا التي ستأتي مع اختفاء القيود على واردات السيارات خلال السبعينات. كانت معدلات الصادرات 133 أعلى من سابقاتها، حيث بلغت 36.7 في المائة في عام 1976. تم تصدير سيات 133 إلى ألمانيا من خريف عام 1974، وهناك وجدت بعض النجاح بين الموالين لسيارات الدفع الخلفي في منتصف السبعينات. كما تم بيعها في بريطانيا من يونيو 1975. البلدان التي لم يكن فيها شبكة وكلاء لبيع السيات، كان يتم بيع السيارة فيها بأسم فيات 133 ليتم تسويقها الي جانب فيات 126 و 127. تمتعت سيات 133 في وقت لاحق بالنجاح في اجزاء اخري من العالم، مثل مصر علي سبيل المثال، حيث استمر إنتاج السيارة حتي أوائل الثمانينات.
سيات 133 كانت نموذجاً لتصميم السيارة ذات المحرك الخلفي في جزء صغير من السيارة خلف المقعد الخلفي، مع وجود مساحة أكبر للأمتعة تحت غطاء في مقدمة السيارة.
تم إنتاج ما يصل الي 200,000 سيارة سيات 133 بحلول عام 1979 في اسبانيا. كما تم تصنيع 15,821 سيارة في مصنع سيات/ سيفيل في قرطبة في الأرجنتين ما بين 1979 و 1982.
في أبريل 1977، أُعلن ان مصر علي وشك ان تكون الدولة الثانية والثلاثون المنتجة للسيارات. جاء ذلك عقب توقيع اتفاقية لشحن اطقم CKD من مصنع سيات ببرشلونة الي مباني مصنع شركة النصر لصناعة السيارات بحلوان بغرض التوريد للسوق المصرية والتصدير الي العراق.

## فيات 133
فيات 133 كان الاسم المستخدم للسيارة في بعض أسواق التصدير حيث كانت علامة سيات التجارية غير معروفة. تم تصدير حوالي 127000 وحدة، معظمها باسم فيات.
من عام 1977 إلى عام 1980 صنعتها شركة فيات الأرجنتينية الفرعية، تحت اسم شركة فيات أيضًا.

## رياضة السيارات
133 مشهور أيضًا في رياضة السيارات ذات الميزانية المنخفضة الفنلندية المسماة Jokkis ، حيث يقود أكثر من 30 بالمائة من السائقين فيات 133.

## مرجع
1. ↑  
"Ultimatecarpage.com -". مؤرشف من الأصل في 2018-07-11. اطلع عليه بتاريخ 2014-03-26.